# Collegio plurinominale Liguria - 01 (Camera dei deputati 2017)
Il collegio elettorale plurinominale Liguria - 01 è stato un collegio elettorale plurinominale della Repubblica Italiana per l'elezione della Camera tra il 2017 ed il 2022.

## Territorio
Come previsto dalla legge elettorale italiana del 2017, il collegio era stato definito tramite decreto legislativo all'interno della circoscrizione Liguria.
Il collegio comprendeva la zona definita dai tre collegi uninominali Liguria - 01 (Sanremo), Liguria - 02 (Savona) e Liguria - 03 (Genova Sestri).
Come previsto dalla legge elettorale, 386 deputati erano eletti in 63 collegi plurinominali con ripartizione proporzionale a livello nazionale tra le coalizioni e le singole liste che avessero superato la soglia di sbarramento stabilita.
Nel collegio venivano eletti 5 deputati.

## Dati elettorali

### XVIII legislatura
| Liste          | Liste                                       | Proporzionale | Proporzionale | Proporzionale | Maggioritario | Maggioritario | Maggioritario |  |
| Liste          | Liste                                       | Voti          | %             | Seggi         | Voti          | %             | Seggi         |  |
| -------------- | ------------------------------------------- | ------------- | ------------- | ------------- | ------------- | ------------- | ------------- |  |
|                | Lega                                        | 88 045        | 21,03         | 1             | 158 612       | 37,89         | 2             |  |
|                | Forza Italia                                | 53 094        | 12,68         | –             | 158 612       | 37,89         | 2             |  |
|                | Fratelli d'Italia                           | 15 075        | 3,60          | –             | 158 612       | 37,89         | 2             |  |
|                | Noi con l'Italia – UDC                      | 2 398         | 0,57          | –             | 158 612       | 37,89         | 2             |  |
|                | Movimento 5 Stelle                          | 130 674       | 31,21         | 2             | 130 674       | 31,21         | 1             |  |
|                | Partito Democratico                         | 80 578        | 19,25         | 1             | 95 323        | 22,77         | –             |  |
|                | +Europa                                     | 11 395        | 2,72          | –             | 95 323        | 22,77         | –             |  |
|                | Italia Europa Insieme                       | 2 140         | 0,51          | –             | 95 323        | 22,77         | –             |  |
|                | Civica Popolare                             | 1 210         | 0,29          | –             | 95 323        | 22,77         | –             |  |
|                | Liberi e Uguali                             | 16 428        | 3,92          | –             | 16 428        | 3,92          | –             |  |
|                | Potere al Popolo!                           | 5 590         | 1,34          | –             | 5 590         | 1,34          | –             |  |
|                | CasaPound                                   | 4 096         | 0,98          | –             | 4 096         | 0,98          | –             |  |
|                | Partito Comunista                           | 2 487         | 0,59          | –             | 2 487         | 0,59          | –             |  |
|                | Il Popolo della Famiglia                    | 2 338         | 0,56          | –             | 2 338         | 0,56          | –             |  |
|                | Partito Valore Umano                        | 1 036         | 0,25          | –             | 1 036         | 0,25          | –             |  |
|                | 10 Volte Meglio                             | 932           | 0,22          | –             | 932           | 0,22          | –             |  |
|                | Per una Sinistra Rivoluzionaria (PCL - SCR) | 791           | 0,19          | –             | 791           | 0,19          | –             |  |
|                | Partito Repubblicano Italiano – ALA         | 325           | 0,08          | –             | 325           | 0,08          | –             |  |
| Totale         | Totale                                      | 418 632       | 100           | 4             | 418 632       | 100           | 3             |  |
|                |                                             |               |               |               |               |               |               |  |
| Schede bianche | Schede bianche                              | 4 159         | 0,96          |               |               |               |               |  |
| Schede nulle   | Schede nulle                                | 8 849         | 2,05          |               |               |               |               |  |
| Votanti        | Votanti                                     | 431 640       | 70,93         |               |               |               |               |  |
| Elettori       | Elettori                                    | 608 559       |               |               |               |               |               |  |

## Eletti

### Eletti nei collegi uninominali
Eletti nella coalizione di centro-destra (Lega - FI - FdI - NcI-UDC)
| Collegio uninominale | Eletto | Eletto           | Partito |
| -------------------- | ------ | ---------------- | ------- |
| 1. Sanremo           |        | Giorgio Mulé     | FI      |
| 2. Savona            |        | Sara Foscolo     | Lega    |
| 3. Genova - Sestri   |        | Roberto Traversi | M5S     |

### Eletti nella quota proporzionale
| Movimento 5 Stelle         | Lega           | Partito Democratico |
| -------------------------- | -------------- | ------------------- |
|                            |                |                     |
| Sergio Battelli Leda Volpi | Flavio Di Muro | Franco Vazio        |

1. ↑  In data 21.06.2022 aderisce al gruppo Insieme per il Futuro.
2. ↑  In data 19.02.2021 aderisce al gruppo misto, non iscritti; in data 19.05.2021 alla componente «Alternativa».